# Битва при Грументе
Битва при Грументе — сражение между римскими и карфагенскими войсками в ходе Второй Пунической войны, закончившееся победой римлян.
Свои надежды на продолжение успешной войны в Италии Ганнибал возлагал на соединение со своим братом Гасдрубалом, шедшим из Испании. Консул Гай Клавдий Нерон двинулся против Ганнибала и одержал победу при Грументе. Тем временем Гасдрубал пришёл в Италию, но его письмо брату было перехвачено римлянами. Нерон соединился с другим консулом Ливием Салинатором и нанёс поражение Гасдрубалу, а сам Гасдрубал погиб в бою. Карфаген не имел больше возможности направить войска на помощь Ганнибалу, и ему пришлось покинуть Апулию и Луканию и отступить в Бруттий.